# Az Oregoni Egyetem campusa

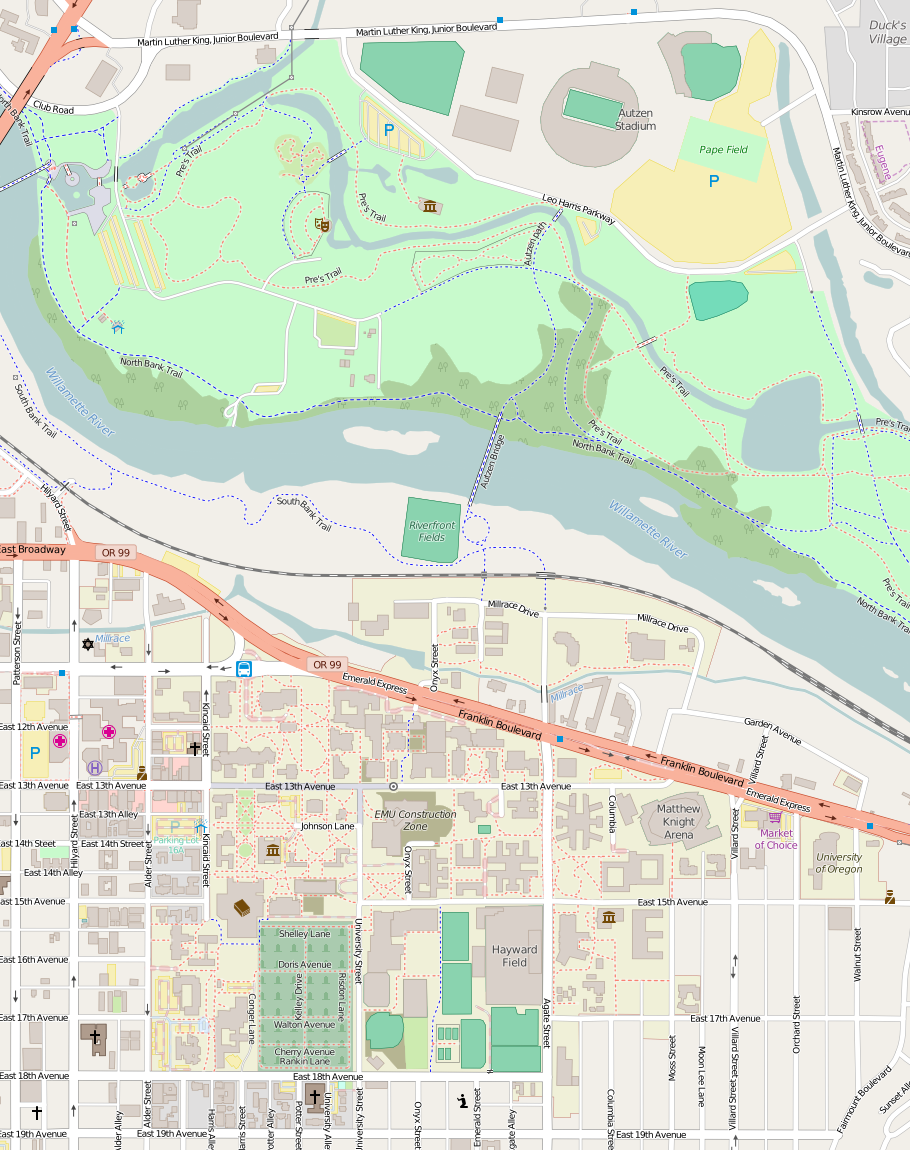
A campus térképe

Az Oregoni Egyetem campusa az Amerikai Egyesült Államok Oregon államának Eugene városában található. A nyolcvan épület között oktatási létesítmények, kutatóhelyek, sportlétesítmények és kollégiumok is vannak (néhány az Autzen Stadion közelében, a többi épülettől távolabb).

## Története

### Az egyetem létrejötte

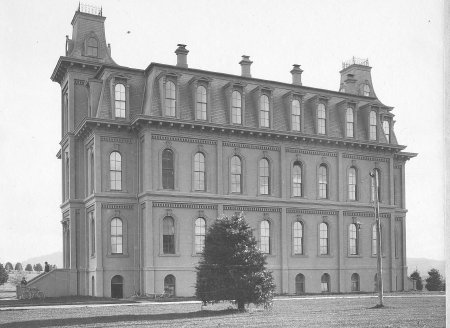
A Deady épület átadása idején

Az intézmény 1876. október 16-án nyílt meg a J. H. D. Henderson tiszteletestől vásárolt hét hektáros területen. Az első épület (a mai Deady) 1877-ben nyílt meg, azonban az építkezés az oktatás közben is zajlott. Joshua J. Walton állatait a campuson tartotta; később elkerítette őket. A campuson nem voltak járdák, közlekedni a sárban lehetett.
A pénzügyi nehézségek miatt 1881-ben az Oregoni Legfelsőbb Bíróság a campus értékesítéséről döntött, valamint a telek tulajdonjogának átruházásánál csalást észleltek. Henry Villard, a Northern Pacific Railway igazgatója kifizette az adósságot és ötvenezer dolláros pénzügyi alapot létesített. A második épület az ő nevét viseli.
A régi campusról a Sampson H. Friendly szponzor nevét viselő kollégium (később oktatási épület) és a William D. Fenton bíróról elnevezett könyvtár (később a jogi intézet székhelye) maradt fenn. Az épületek körüli járdák körülbelül az egykori telekhatárokat követik.
Az egyetem 1896-ban megvásárolta George Collier fizikaoktató lakóházát és a hozzá kapcsolódó 3,8 hektáros telket, ahol tantermeket és obszervatóriumot alakítottak ki.
Kezdetben nem volt szempont a megőrzés, így átépítésekkor a régi épületeket elbonthatták. A 20. század második évtizedében építész alkalmazása mellett döntöttek.

### Lawrence- és Cuthbert-éra

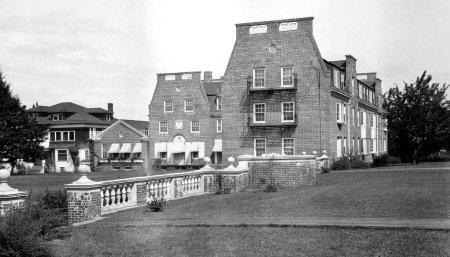
Jobbra a Hendricks épület, balra az 1951-ben lebontott Mary Spiller kollégium

Ellis F. Lawrence, az építészeti intézet alapítója 1914-ben készítette el a campus rendezési tervét. Az épületeket a korábbiakhoz hasonlóan négyszögletes területeken rendezte el, de azok zöldterülettel egészültek ki. 1916 és 1937 között huszonöt épületet tervezett. Tervei a neogótika idején készültek, az intézmény mintául az Oxfordi Egyetemet vette volna alapul. John Thelin történész szerint „minél újabbak az épületek, annál idősebbnek néznek ki”.
Lawrence nem akarta az Oxfordi Egyetemet másolni, épületeit Beaux-Arts stílusban tervezte. A Knight Könyvtárat a történelmi helyek jegyzékébe való felvételekor Beaux-Arts eklektizmusként” jellemezték.
A művészeti múzeum űrlapján a következő jellemzés szerepel: „A múzeum stílusa részben rejtélyes. A korabeli jelentések románnak jellemezték. Egy 1974-es felmérés modernistaként említette. Marion Ross, az Oregoni Egyetem Művészettörténeti Tanszékének professzora a román, a gótikus, az iszlám és a modernista építészethez, valamint a viktoriánus ízléseklektikához való viszonyáról beszélt. Arra a következtetésre jutott, hogy az észak-olasz romanika jegyeit magán viselő eklektikus stílusú”.
Kettő, Lawrence által tervezett négyszög, és a rajtuk álló épületek is szerepelnek a történelmi helyek jegyzékében.
Frederick Alexander Cuthbert 1932-ben az egyetem tájépítésze, később a tájépítészeti tanszék igazgatója lett. Ő tervezte az egyetem bejáratát (Apák kapui), egy azon keresztülvezető autóutat (ami nem készült el), valamint a négyszögek O és X alakú elrendezését.
Egy felmérés szerint a kor 21 tájépítészeti projektjéből 14-ben jelentős szerepet töltött be Lawrence és Cuthbert.

### 1947 és 1974 között
A második világháborút követően részben a veteránokat támogató G. I. Bill miatt a hallgatói létszám jelentősen megnövekedett, így számos új kollégium épült. A korábban megszokott Beaux-Arts stílussal szemben az épületeket több építész különböző stílusban tervezte. Az uralkodó stílus a dekorációk hiányával jellemzett európai modernizmus. A decentralizált tervezés során egyre nagyobb hangsúlyt kapott a tájépítészet.
A műszaki képzések hallgatói létszámának növekedésével új oktatási létesítmények is épültek. Az Autzen Stadion 1967-ben nyílt meg.

## The Oregon Experiment
Christopher Alexander, a The Oregon Experiment szerzője szerint az épületek legfontosabb tulajdonsága a kiváltott érzet, az átalakítást eszerint kell kezdeni, a tapasztalatokat pedig egy közösségi enciklopédiában kell összegyűjteni. A nagyobb változásoknál figyelembe kell venni azok gazdasági és politikai hatásait is. A tervezésbe be kell vonni a létesítmények használóit is.

## Fatérkép

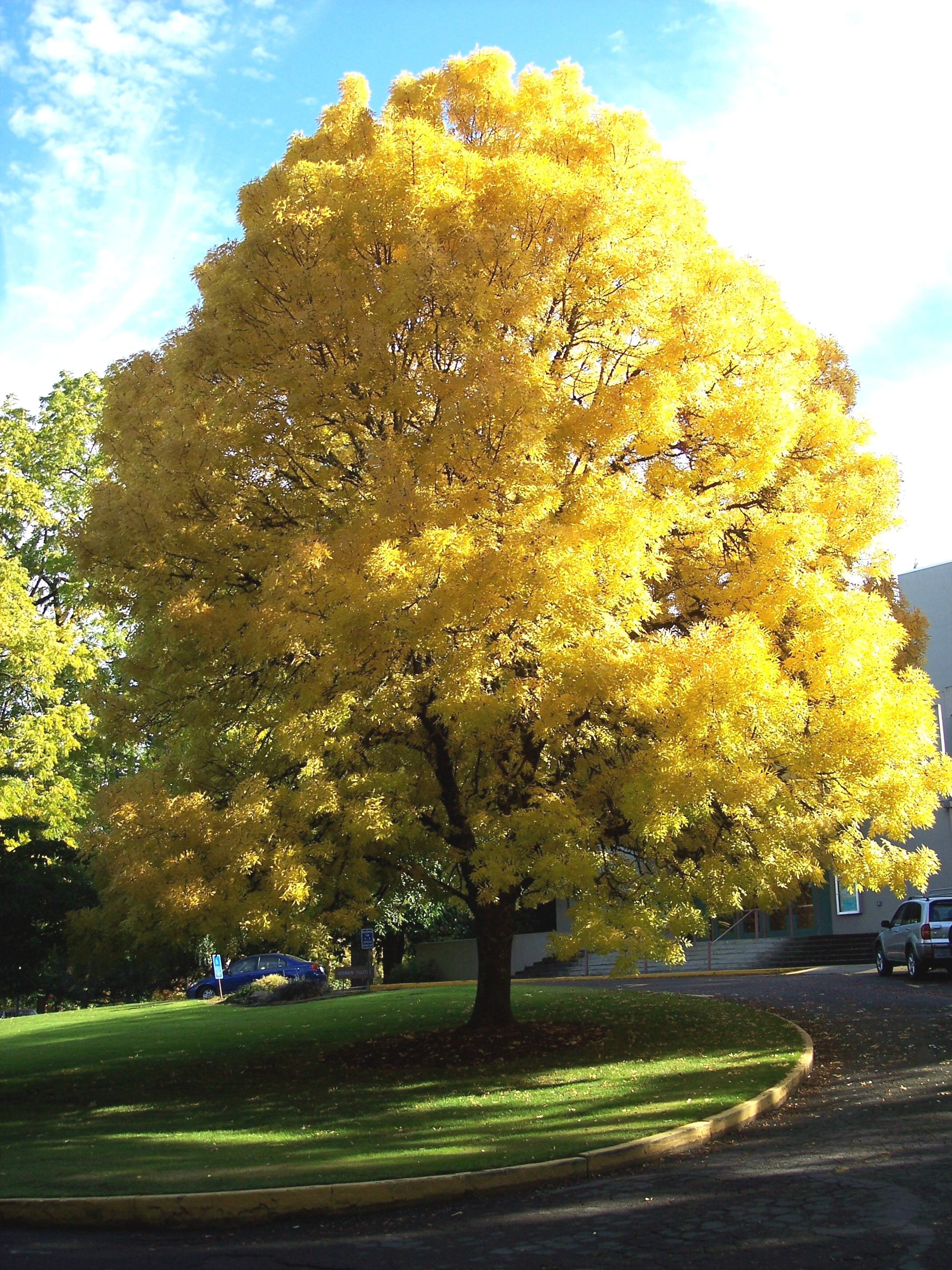
A FREXA azonosítójú magas kőris, amelyet a színház bővítésekor kivágtak

A campus első fatérképe 1913-ban készült.
1975-ben Kenneth W. Knapp egykori építészhallgató a George Carroll biológiaoktató által kidolgozott számozás szerint rögzítette a fák családját, nemét és fajtáját az 53 szekcióra osztott campustérképen. Knapp 40 családot azonosított, de Carroll szerint számuk 59 lehet.
1990-ben a Nemzeti Növénytaxonómiai Szövetség betűrendes elrendezése szerinti adatbázis készült, amiben a 117 térképszekción 71 családot, 537 fajtát és 3908 példányt azonosítottak. A gyűjteményt 1996-ban Oregoni Egyetem Fák Atlasza néven kiadták, majd 2006-ban a második kiadást digitalizálták.

## Nevezetes szobrok
- Akbar’s Garden
- Bill Bowerman
- Brown and Black Asteroid
- Flying Ducks
- Indian Maiden and Fawn
- Neumann János
- Reflections of a Summer Day
- The Falconer
- The Family Group
- The Pioneer
- The Pioneer Mother

## Kronológia
19. század
- 1873: Elkezdődik a Deady épület (ma University épület) építése
- 1876: Megnyílik a Deady épület
- 1886: Elkészül a Collier ház, George Collier fizikaoktató lakóhelye
- 1886: Átadják a Villard épületet
- 1893: Átadják az első kollégiumot, a Friendly épületet
- 1896: Az egyetem megvásárolja a Collier házat

1900–1909
- 1901: Átadják a gépészeti épületet (ma a Lawrence épület része)
- 1906: A Fenton épületben megnyílik a könyvtár

1910-es évek
- 1914: Átadják az építészeti létesítményt (ma a Lawrence épület része)
- 1914: Kibővítik a Fenton épületet
- 1915: Megnyílik a Johnson adminisztrációs épület
- 1916: Átadják a Peterson oktatási épületet
- 1917: Elkezdődik a férfi tornateremhez kapcsolt Drill épület kialakítása
- 1918: Megnyílik a Hendricks női kollégium
- 1919: Megépül a Hayward Sportpálya keleti lelátója

1920-as évek
Az 1920-as években átadott épületeket a Lawrence & Holford iroda tervezte.
- 1920: Átadják az 1920-as évfolyam szökőkútját
- 1921: Megnyílik a Gerlinger női épület
- 1921: Elkészül a Gerlinger épület és a szomszédos középiskola
- 1921: Megnyílik a Commerce (ma Gilbert) épület
- 1921: Az egyetem női körzete részeként megnyílik a Susan Campbell épület
- 1923: Átadják az újságírói épületet
- 1923: Átadják a művészeti épületet (ma a Lawrence épület része)
- 1924: Elkészül a zenei főiskola épülete
- 1924: Megnyílik az egyetemi erőmű és raktár (előbbi ma a Lawrence épület része)
- 1925: Elkészül a Cordon épület
- 1925: Elkészül a Hayward Sportpálya nyugati lelátója
- 1926: Megépül a McArthur Sportpálya
- 1928: Átadják a John Straub nevét viselő férfi kollégiumot

1930-as évek
- 1932: Megnyílik a Jordan Schnitzer Művészeti Múzeum
- 1936: Felújítják a Fenton épületet
- 1936: Átadják a sportközpontot (ma Esslinger épület)
- 1937: Elkészül az egyetemi könyvtár (ma Knight Könyvtár)
- 1939: Átadják a Chapman épületet

1940-es évek
- 1948: Átadják a központi egyetemi erőművet
- 1949: Elkészül a Carson női kollégium
- 1949: Megnyílik a színház (ma Robinson Színház)

1950-es évek
- 1950: Kibővül a Knight Könyvtár
- 1950: Megnyílik az Erb Memorial Union
- 1952: Átadják a tudományos (ma Pacific) épületet
- 1954: Megnyílik az Allen épület
- 1955: Megnyílik a Virgil D. Earl épület (ma Earl Komplexum)
- 1957: Kibővül a művészeti épület
- 1958: Megnyílnak a Walton Komplexum első épületei
- 1959: A Walton Komplexum öt épülettel bővül
- 1959: A mai Columbia épület helyén átadják a Leighton uszodát

1960-as évek
- 1960: Átadják a földrajzi (ma Columbia) épületet
- 1961: Átadják az Onyx hidat
- 1962: Megnyílik a Hamilton kollégium
- 1963: Átadják a Westmoreland kollégiumot
- 1964: Megnyílik a Bean Komplexum
- 1964: Átadják az egyetem legmagasabb létesítményét, a Prince Lucien Campbell épületet
- 1966: Megnyílik a College fogadó, ami később Barnhart néven az egyetem része lesz
- 1966: A Knight Könyvtár területe 9300 négyzetméterrel nő
- 1966: Megnyílik az orvosi rendelő
- 1967: Átadják az Autzen Stadiont
- 1967: Megnyílik az informatikai épület
- 1967: Megnyílik a Klamath (II. tudományos) épület
- 1969: Átadják az orvosi klinikát
- 1969: Megnyílik a Gerlinger Annex

1970-es évek
- 1970: Megnyílik a jogi központ (ma McKenzie épület)
- 1973: Átadják a Huestis (III. tudományos) épületet
- 1974: Az Oregon épületben megnyílik a felvételi iroda

1980-as évek
- 1980: Kibővül az oktatási épület, és felújítják az Erb Memorial Union társalgóját
- 1984: Az egyetem megvásárolja az Agate épületet
- 1986: Kialakítják a campuson keresztülfolyó Millrace I és II csatornákat
- 1986: Megnyílik a Chiles Üzleti Központ (ma a Lillis komplexum része)
- 1987: Átadják a Természet- és Kultúrtörténeti Múzeumot

1990-es évek
- 1990: A Cascade, Deschutes, Streisinger és Willamette épületek átadásával elkészül a tudományos komplexum
- 1991: Átadják a Bowerman és Casanova sportlétesítményeket
- 1994: A Knight Könyvtár 12 300 négyzetméterrel bővül
- 1998: Átadják az Erb Memorial Union amfiteátrumát
- 1998: Megnyílik a Moshofsky Sportközpont
- 1999: Átadják a William W. Knight Jogi Központot
- 1999: Megnyílik a hallgatói szórakoztató létesítmény és felújítják az Esslinger épületet

21. század
- 2003: Megnyílik a Lillis Üzleti Komplexum (Lillis, Chiles, Peterson és Gilbert épületek)
- 2005: A jogi intézet mellett indián hosszúház épül
- 2006: Átadják a Living Learning Center kollégiumot
- 2008: Átadják a Lorry I. Lokey laboratóriumot
- 2009: Megnyílik a John E. Jaqua Hallgatói Atlétikai Központ
- 2009: Február 9-én megkezdődik a Matthew Knight Aréna építése[20]
- 2011: A Matthew Knight Aréna nyitómérkőzését január 13-án játsszák
- 2012: Ősszel megnyílik a tehetséggondozó iskola
- 2012: Ősszel átadják az integratív tudományi központot
- 2013: Befejeződik az Allen épület felújítása
- 2013: Megnyílik a Hatfield–Downlin Komplexum sportlétesítmény
- 2015: Befejeződik a szórakoztató létesítmény felújítása
- 2015: Márciusban elkészül a Straub épület felújítása[21]
- 2016: Elkészül az Erb Memorial Union felújítása[22]
- 2016: Felújítják az Allen Price tudományos könyvtárat[23]
- 2017: Átadják a Kalapuya Ilihi kollégiumot

## Fordítás
- Ez a szócikk részben vagy egészben  a   Campus of the University of Oregon című angol Wikipédia-szócikk ezen változatának fordításán alapul.  Az eredeti cikk szerkesztőit annak laptörténete sorolja fel. Ez a jelzés csupán a megfogalmazás eredetét és a szerzői jogokat jelzi, nem szolgál a cikkben szereplő információk forrásmegjelöléseként.